# Mesterholdenes Europa Cup i håndbold 1967-68 (mænd)
Mesterholdenes Europa Cup i håndbold 1967–68 var den niende udgave af Mesterholdenes Europa Cup i håndbold for mænd. Turneringen havde deltagelse af 22 klubhold, der var blevet nationale mestre sæsonen forinden. Turneringen blev afviklet som en cupturnering, hvor opgørende til og med semifinalerne blev afgjort over to kampe (ude og hjemme), mens finalen blev afgjort i én kamp på neutral bane.
Turneringen blev vundet af Steaua Bucuresti fra Rumænien, som i finalen i Frankfurt am Main vandt 13-11 over Dukla Praha fra Tjekkoslovakiet, som dermed tabte i finalen for anden sæson i træk. Det var første gang at Steaua Bucuresti vandt Mesterholdenes Europa Cup.
Danmarks repræsentant i turneringen var HG fra København, som tabte i 1/16-finalen til de senere semifinalister SC Dynamo Berlin med 46-49 efter to kampe.

## Resultater

### 1/16-finaler
| Dato   | Dato   | Hjemmehold i 1. kamp | Udehold i 1. kamp | Resultat | Resultat | Resultat |
| 1.kamp | 2.kamp | Hjemmehold i 1. kamp | Udehold i 1. kamp | Samlet   | 1.kamp   | 2.kamp   |
| ------ | ------ | -------------------- | ----------------- | -------- | -------- | -------- |
| ?      | ?      | SC Dynamo Berlin     | HG                | 49–46    | 29-22    | 20-24    |
| ?      | 2.12.  | VIF G.Dimitrov Sofia | VC Arnhem         | 22–16    | 15-7     | 7-9      |
| 9.11.  | 19.11. | BM Granollers        | PHC Seraing       | 58–31    | 34-19    | 24-12    |
| ?      | ?      | WKS Slask Wroclaw    | ATV Basel-Stadt   | 45–32    | 20-7     | 25-25    |
| 12.11. | 19.11. | Fram Reykjavik       | Partizan Bjelovar | 25–40    | 16-16    | 9-24     |
| 9.11.  | ?      | Budapest Honvéd      | Vikingarnas IF    | 54–36    | 34-18    | 20-18    |

### 1/8-finaler
| Dato   | Dato   | Hjemmehold i 1. kamp | Udehold i 1. kamp    | Resultat | Resultat | Resultat |
| 1.kamp | 2.kamp | Hjemmehold i 1. kamp | Udehold i 1. kamp    | Samlet   | 1.kamp   | 2.kamp   |
| ------ | ------ | -------------------- | -------------------- | -------- | -------- | -------- |
| 27.12. | ?      | HB Dudelange         | Steaua Bucuresti     | 24–66    | 10-29    | 14-37    |
| ?      | 21.1.  | VfL Gummersbach      | SMUC Marseille       | 37–21    | 18-8     | 19-13    |
| 4.1.   | 13.1.  | SK Rapid             | SC Dynamo Berlin     | 22–67    | 11-30    | 11-37    |
| ?      | ?      | UK-51 Helsinki       | VIF G.Dimitrov Sofia | 44–33    | 29-15    | 15-18    |
| 5.1.   | 13.1.  | BM Granollers        | Sporting Lissabon    | 42–36    | 26-16    | 16-20    |
| ?      | ?      | WKS Slask Wroclaw    | Partizan Bjelovar    | 30–56    | 16-24    | 14-32    |
| ?      | ?      | IK Fredensborg       | Hapoel Petah Tikva   | 38–25    | 17-16    | 21-9     |
| ?      | ?      | Budapest Honvéd      | Dukla Praha          | 34–43    | 22-18    | 12-25    |

### Kvartfinaler
| Dato   | Dato   | Hjemmehold i 1. kamp | Udehold i 1. kamp | Resultat | Resultat | Resultat |
| 1.kamp | 2.kamp | Hjemmehold i 1. kamp | Udehold i 1. kamp | Samlet   | 1.kamp   | 2.kamp   |
| ------ | ------ | -------------------- | ----------------- | -------- | -------- | -------- |
| ?      | ?      | Steaua Bucuresti     | VfL Gummersbach   | 29–22    | 15-9     | 14-13    |
| ?      | ?      | SC Dynamo Berlin     | UK-51 Helsinki    | 59–39    | 29-17    | 30-22    |
| 11.2.  | 17.2.  | Partizan Bjelovar    | BM Granollers     | 60–29    | 36-13    | 24-16    |
| ?      | ?      | IK Fredensborg       | Dukla Praha       | 29–45    | 19-21    | 10-24    |

### Semifinaler
| Dato   | Dato   | Hjemmehold i 1. kamp | Udehold i 1. kamp | Resultat | Resultat | Resultat |
| 1.kamp | 2.kamp | Hjemmehold i 1. kamp | Udehold i 1. kamp | Samlet   | 1.kamp   | 2.kamp   |
| ------ | ------ | -------------------- | ----------------- | -------- | -------- | -------- |
| ?      | ?      | SC Dynamo Berlin     | Steaua Bucuresti  | 28–31    | 16-15    | 12-16    |
| ?      | ?      | Dukla Praha          | Partizan Bjelovar | 34–33    | 25-16    | 9-17     |

### Finale
Finalen blev spillet i Frankfurt am Main, Vesttyskland.
| Dato | Hjemmehold       | Udehold     | Res.  |
| ---- | ---------------- | ----------- | ----- |
| 6.4. | Steaua Bucuresti | Dukla Praha | 13–11 |